# Shogun: Total War
Shogun: Total War è il primo videogioco della serie Total War dello studio The Creative Assembly. Come gli altri titoli della serie appartiene al genere strategico ed è basato sull'interazione tra tattica in tempo reale e strategia a turni.
Il videogioco, ambientato nel Giappone feudale, permette al giocatore di assumere il ruolo di Daimyō (signore locale) durante il periodo Sengoku con l'obiettivo di diventare Shōgun.

## Modalità di gioco
Come detto prima, il gioco è ambientato nell'epoca degli stati in guerra in Giappone, il Sengoku Jidai; la campagna inizia nell'anno 1530, su una mappa rappresentante l'accurata descrizione fisica del Giappone. L'obiettivo del gioco è diventare shōgun, il capo militare di tutto il Giappone, e per raggiungere questo scopo, il giocatore dovrà ricorrere a mezzi militari, diplomazia, intrighi, spionaggio e religione. Come primo gioco della serie Total War, il gioco è diviso in due parti: la prima parte, la campagna a turni, permette di gestire le proprie regioni (nelle quali è possibile costruire infrastrutture e reclutare truppe) e le proprie armate che possono essere spostate semplicemente trascinandole tra una provincia e l'altra, in pratica come RisiKo!, così come la diplomazia, il commercio, la religione e altro ancora; la seconda, la battaglia in tempo reale, impone al giocatore il controllo della battaglia contro l'esercito nemico, sia essa una battaglia in campo aperto o un assedio a una fortezza.
Sebbene ogni clan abbia accesso alle stesse unità e alle stesse tecnologie e inizi la partita con lo stesso numero di province, ogni clan ha uno specifico vantaggio in un'area particolare: per esempio, il clan Imagawa produce agenti migliori in campo di spionaggio, mentre i Takeda possono produrre cavalleria di qualità superiore.

### Campagna
La campagna principale del gioco inizia con il giocatore che sceglie uno dei sette clan disponibili, e lo impone di eliminare i suoi nemici e diventare shogun del Giappone feudale. Ogni fazione controlla varie province storiche (ad esempio, gli Oda controllano alcune province dell'Honshu centrale, tra cui quella di Owari, mentre gli Shimazu controllano il sudovest di Kyushu). Ogni provincia permette la coltivazione di piantagioni, e la costruzione di un avamposto e di un castello, oltre che di una miniera nel caso possieda una risorsa naturale particolare il cui accesso è però consentito solo con quella struttura, o anche un porto nel caso sia una provincia costiera. Ogni castello possiede una guarnigione interna massima di 4 unità per livello, fino a 16 quando al massimo livello, e possiede spazio per espandersi con una certa varietà di edifici militari e dojo, edifici che permettono il reclutamento di un tipo specifico di unità e agenti. Ogni volta che si aggiorna un castello (e quindi una provincia), aumentano il numero di edifici disponibili e la sua resistenza agli assedi. La produzione di unità e la costruzione degli edifici sono limitate dall'ammontare della valuta del gioco, ovvero i koku, che si generano a seconda della forza economica e dei raccolti annuali. Sia il reclutamento che la costruzione impiegano tempo per essere completati: di solito, le unità militari impiegano un solo turno per completare il loro reclutamento, mentre le costruzioni impiegano almeno 3 turni e fino a 12; ogni turno equivale a una stagione, ovvero tre mesi, e quindi un anno comprende ben quattro turni.
Ad ogni turno, il giocatore può muovere le unità sulla mappa. In pieno stile RisiKo!, le unità si presentano come pedine che si muovono da un territorio confinante all'altro, e possono attraversare distanze maggiori usando i porti, che permettono di passare persino all'altro capo del Giappone in un solo turno. Gli eserciti consistono in unità come lancieri, arcieri, samurai e cavalieri, e nel caso entrino in battaglia (cosa che accade quanto si muovono in una provincia neutrale o nemica che presenta eserciti ostili), queste unità sono riprodotte nella modalità tattica in tempo reale. Ogni esercito è guidato da un generale che possiede un certo grado di onore, che sale o scende a seconda dell'esito delle battaglie; se un generale subisce ripetute sconfitte, potrebbe essere costretto a commettere il seppuku. Anche il daimyō (ovvero il capofazione) e i suoi eredi maschi che superano i 18 anni sono rappresentati come generali. Ogni volta che un daimyō muore, il suo erede (di solito il primogenito) prenderà il suo posto, che sia esso suo figlio o suo fratello. Se un daimyō muore senza lasciare eredi, la fazione è eliminata dal gioco, e alcune sue province vanno al conquistatore e/o diventano neutrali.
Quanto agli assedi, è possibile aspettare un certo numero di turni perché il castello e i suoi difensori rimangano privi di viveri e si arrendano all'invasore, a patto che non rompano l'assedio o non ricevano rinforzi. In alternativa, è possibile che gli assedianti decidano di non indugiare oltre e attaccare direttamente il castello, il che rappresenta una soluzione più rapida ma anche più difficile, in quanto i difensori saranno più determinati a vincere, non essendo passati i turni necessari alla resa del castello. Un assedio causa sempre danni agli edifici del castello, distruggendone alcuni e obbligando dunque delle ricostruzioni.
Il gioco include anche vari agenti, anche loro presentanti il loro grado di onore, che determina le probabilità di successo in un determinato compito.
- L'emissario, quello iniziale, è un diplomatico usato per firmare alleanze, tregue e trattati di pace, ma anche per corrompere eserciti (o persino castelli) neutrali o appartenenti al nemico per farli passare dalla parte del giocatore. Inoltre, può capitare che durante un trattato, il destinatario interessato riporti in segno di rifiuto la testa dell'emissario al giocatore, eliminandolo dal gioco.
- Il ninja è usato principalmente per assassinare qualunque personaggio appartenga al nemico, siano essi generali o agenti.
- Lo shinobi è usato per spiare le province nemiche o per eseguire un controspionaggio sulle proprie.
- La geisha è l'agente più potente del gioco, e richiede un alto livello tecnologico in almeno una provincia. È in grado di ammaliare agenti e generali nemici per poi ucciderli con ben poca discrezione, ma neanche essa è esente da fallimenti.

Col progredire del gioco il giocatore può venire in contatto con i commercianti europei: vengono prima i gesuiti portoghesi, che cederanno i loro archibugi in cambio di denaro e l'adozione del cattolicesimo, e poi gli olandesi, che venderanno anche loro i loro archibugi, ma senza conversione alla loro religione. Ogni fazione parte inizialmente con il buddhismo come religione standard, ma una fazione che si converte al cattolicesimo avrà accesso anche a un nuovo agente, il sacerdote gesuita, che oltre ad agire come emissario (senza la penalità di farsi tagliare la testa data la tolleranza della loro religione), è in grado di convertire la popolazione, rendendo meno probabile la ribellione per motivi religiosi.

## Clan giocabili
Ci sono 7 clan giocabili nel gioco, ognuno con i rispettivi colori e i propri bonus in campagna:
- Hōjō (viola): i castelli e i loro aggiornamenti costano il 25% in meno.
- Imagawa (azzurro): i ninja e gli shinobi costano il 25% in meno;
- Mori (rosso): i monaci guerrieri hanno un costo di reclutamento e mantenimento del -25%.
- Oda (dorato): gli ashigaru con yari hanno un costo di reclutamento e mantenimento del -25%.
- Takeda (nero): i cavalieri con yari hanno un costo di reclutamento e mantenimento del -25%.
- Shimazu (verde): i samurai con no-dachi hanno un costo di reclutamento e mantenimento del -25%.
- Uesugi (blu): gli arcieri hanno un costo di reclutamento e mantenimento del -25%.

Esiste anche una fazione Ronin, ribelli di colore bianco; non sono giocabili nella campagna, ma soltanto nelle battaglie personalizzate, e non è nemmeno possibile usare diplomazia (richieste di alleanza o di libero passaggio sui territori).
Una volta installata l'espansione Mongols, i mongoli saranno giocabili come nona fazione. Gli Hojo saranno rappresentanti principali dei loro nemici, sotto forma dello shogunato Kamakura.

## EspansioneThe Mongol Invasion
Il gioco ha ricevuto un'espansione chiamata The Mongol Invasion, ambientata durante le invasioni mongole del Giappone e uscita solo in Europa il 24 agosto 2001. L'espansione contiene una nuova campagna che parte nell'estate del 1274 e che permette di guidare i Mongoli o i Giapponesi (rappresentati dagli Hojo che reggono lo shogunato Kamakura) alla vittoria.
Il gioco originale e l'espansione sono incluse nella Warlord Edition, uscita in formato CD, e nella Gold Edition, uscita in formato DVD. Entrambe le edizioni presentano delle piccole differenze, soprattutto nelle schermate di caricamento; inoltre, Warlord possiede un filmato introduttivo che in realtà è una scena del film giapponese Ran, che è stato d'ispirazione al gioco.

## Accoglienza
| Testata                              | Giudizio |
| ------------------------------------ | -------- |
| Metacritic (media al 31 luglio 2020) | 84/100   |
| AllGame                              | [ 2 ]    |
| CGW                                  | [ 3 ]    |
| Edge                                 | 8/10     |
| Eurogamer                            | 9/10     |
| GamePro                              | [ 6 ]    |
| GameRevolution                       | B        |
| GameSpot                             | 8.8/10   |
| GameSpy                              | 90%      |
| GameZone                             | 9.5/10   |
| IGN                                  | 8.5/10   |
| Next Generation                      | [ 12 ]   |
| PC Gamer (US)                        | 84%      |
| The Cincinnati Enquirer              | [ 14 ]   |

Nel dicembre del 2002, Shogun: Total War ha ricevuto un premio "Silver" (Argento) dalla Entertainment and Leisure Software Publishers Association (ELSPA), grazie alle sue circa 100 000 copie vendute nel Regno Unito. Il premio è stato promosso a "Gold" (Oro) alla soglia delle 200 000 copie. Negli Stati Uniti, il gioco ha venduto tra le 100,000 e le 390,000 nell'agosto 2006, superato però dal successore Rome: Total War.
Shogun: Total War ha ricevuto un'accoglienza favorevole stando ai voti aggregati sul sito web Metacritic.
Jason Samuel lo ha recensito per la rivista Next Generation con quattro stelle su cinque, dichiarando: "una volta compresa l'interfaccia in tempo reale, il gioco diventerà un'esperienza godibile con tanto valore di rigiocabilità. Shogun è solo il primo di una serie Total War in corso, e speriamo che ne vengano altri"
Gli editori di Computer Gaming World lo hanno nominato come miglior wargame del 2000, vinto però da Combat Mission: Beyond Overlord, e l'hanno considerato "un sogno realizzato per i fan della guerra medievale del Giappone", scrivendo che "mai c'è stato un gioco che descrive la guerra storica così accuratamente". Analogamente, Shogun è stata finalista nel premio "Miglior Strategico in Tempo Reale" della CNET Gamecenter, vinto da Sacrifice. Gli editori di Computer Games Magazine hanno nominato Shogun come "Strategico dell'Anno" del 2000.